# Arató András (villamosmérnök)
Arató András (Kőszeg, 1945. július 11. –) nyugdíjas magyar villamosmérnök. Világszerte a „Hide the pain Harold” nevezetű internetes mémnek köszönhetően vált ismertté.

## Életpályája
Édesapja, Arató István az Igazságügyminisztérium törvényelőkészítő osztályán dolgozott.
Arató András a Medve Utcai Általános Iskolában tanult. 1969-ben végzett a Budapesti Műszaki Egyetem villamosmérnöki karán.
1975-től tagja a Magyar Elektrotechnikai Egyesületnek. 1997 és 2010 között a Világítástechnikai Társaság egyik alelnöke is volt.
Munkatársa volt a Magyar Elektrotechnikai Ellenőrző Intézet (MEEI) Fénytechnikai osztályának, az Elektromos Készülékek és Anyagok Gyárának (EKA), a Siemens Rt.-nek és a Holux Fényrendszer Kft.-nek. Ma már Budapesten él. Nős, fia építész végzettségű. A Coca-Cola 2019-ben magyarországi reklámarcává választotta. 2020-ban szerepelt a magyarországi RTL Klub Álarcos énekes című zenei, szórakoztató műsorban, ő volt a szörnyecske.

## Munkái
- 1999. május 13-án közzétette a Világítástechnika című beszámolóját.[8]
- Világítástechnikai kislexikon / [szerk. Arató András et al.] ; [közr. a] Világítástechnikai Társaság. Budapest, 2001. 136 p. (Újabb közreadás 2015, lásd http://mek.oszk.hu/14000/14024)
- Belsőtéri világításról üzemeltetőknek. Kiegészítés a "Világítástechnika" c. kiadványhoz / [... összeáll. Nagy János] ; [... közrem. Arató András et al.] ; [szerk. EGI Energiagazdálkodási Részvénytársaság]. Budapest : EGI, 2001. 46 p. ill.
- Társszerzője a Közvilágítási kézikönyvnek. Kiad. a MEE Világítástechnikai Társaság, Magyar Világítástechnikáért Alapítvány, 2009. 310 p. ill., részben színes.[9]

## Filmográfia

### Televízió
Sorozat
| Év   | Cím      | Szerep          | Megjegyzés                          |
| ---- | -------- | --------------- | ----------------------------------- |
| 2019 | TEDxKyiv | önmaga (előadó) | 1 epizód (Waking up as a meme-hero) |

Műsor
| Év   | Cím                 | Szerep    | Csatorna     | Megjegyzés |
| ---- | ------------------- | --------- | ------------ | ---------- |
| 1996 | Mindent vagy Semmit | játékos   | MTV1         | 1 epizód   |
| 2016 | Aktív               | szereplő  | TV2          | 1 epizód   |
| 2020 | Én Vagyok itt!      | szereplő  | M2 Petőfi TV | 1 epizód   |
| 2020 | Álarcos énekes      | versenyző | RTL Klub     | 3 epizód   |
| 2020 | Reggeli             | szereplő  | RTL Klub     | 1 epizód   |
| 2024 | Szerencsekerék      | játékos   | TV2          | 1 epizód   |

### Videóklipek
| Év   | Előadó                           | Cím           | Szerep |
| ---- | -------------------------------- | ------------- | ------ |
| 2018 | Big Russian Boss feat. Boyarskiy | Vse Vperedi   | önmaga |
| 2018 | Cloud 9+                         | Hide The Pain | önmaga |

## Díjai, elismerései
- 2002-ben Arató András kapta az Urbanek János-díjat[16] A Magyar Elektrotechnikai Egyesület (MEE) évente kiadja az Urbanek János díjat, amelyet olyan tagjának adományoz, aki az Egyesületi élet keretén belül a világitástechnika szakterületen kiemelkedő elméleti, vagy gyakorlati tevékenységet folytat.[17]
- 2010-ben kapta meg a MEE Déri Miksa-díját Az egyesület olyan tagjának adományozza, aki tevékenyen közreműködik az erősáramú elektrotechnika területén, kimagasló gyakorlati (alkalmazott) tevékenységet folytat és ennek keretében elért eredményeit az egyesület lapjaiban tanulmány, szakcikk keretében ismerteti.[18]

## Harold
Aratót az akkor még létező iWiW közösségi oldalon találta meg egy stockfotós, aki 2010-ben pár képet készített róla a dreamstime.com nevű stockfotókat tartalmazó oldalra. 2011-től kezdtek terjedni az interneten a fényképeiből készített mémek, melyek sikerüket Arató jellegzetes, látszólag fájdalmat titkoló mosolyának köszönhetik. Innen nyerte ragadványnevét: „Hide the pain Harold” („fájdalmát titkoló Harold”). 2016-ban hivatalosan is felfedte kilétét a VKontakte pain_harold nevű csoportjában.

## Külső hivatkozások
- Arató András a Facebookon
- Hide the Pain Harold a Facebookon (angolul)
- Arató András hivatalos blogja
- Hide the Pain Harold hivatalos oldala
- Cloud 9+ – Hide The Pain (Official Music Video), youtube.com
- Hide the Pain Harold aka. Arató András: The living meme, youtube.com
- Kripto meme: https://haroldonsol.net/#aboutus